# Кубок світу з біатлону 2020—2021, естафета, жінки
Змагання заліку естафет жінок у програмі Кубку світу з біатлону 2020-2021 розпочалися 5 грудня 2020 року на другому етапі в фінському Контіолагті  й завершаться на восьмому етапі, що проходитиме в чеському Новому Месті. Усього в програмі кубка світу заплановано 6 естафет.
За підсумками сезону 2019-2020 свій титул найкращої естафетної команди відстоюватиме збірна Норвегії.

## Формат
В естафеті від кожної команди змагаються чотири біатлоністки, кожна з яких пробігає три кола загальною довжиною 6 км, виконуючи дві стрільби з положення лежачи й стоячи. На кожній стрільбі біатлоністка повинна влучити в п'ять мішеней. Для цього вона має 8 патронів, але спочатку в магазині тільки п'ять, додаткові патрони спортсменка повинна заряджати по одному. За кожну нерозбиту мішень біатлоністка повинна пробігти штрафне коло, довжиною 150 м. Гонка проводиться із загальним стартом. Першу стрільбу першого етапу біатлоністки повинні виконувати на установках, визначених їхнім стартовим номером. Надалі біатлоністки виконують стрільбу з установки, яка відповідає поточному місцю в гонці.

## Нарахування очок
| Місце | 1  | 2  | 3  | 4  | 5  | 6  | 7  | 8  | 9  | 10 | 11 | 12 | 13 | 14 | 15 | 16 | 17 | 18 | 19 | 20 | 21 | 22 | 23 | 24 | 25 | 26 | 27 | 28 | 29 | 30 | 31 | 32 | 33 | 34 | 35 | 36 | 37 | 38 | 39 | 40 |
| ----- | -- | -- | -- | -- | -- | -- | -- | -- | -- | -- | -- | -- | -- | -- | -- | -- | -- | -- | -- | -- | -- | -- | -- | -- | -- | -- | -- | -- | -- | -- | -- | -- | -- | -- | -- | -- | -- | -- | -- | -- |
| Очки  | 60 | 54 | 48 | 43 | 40 | 38 | 36 | 34 | 32 | 31 | 30 | 29 | 28 | 27 | 26 | 25 | 24 | 23 | 22 | 21 | 20 | 19 | 18 | 17 | 16 | 15 | 14 | 13 | 12 | 11 | 10 | 9  | 8  | 7  | 6  | 5  | 4  | 3  | 2  | 1  |

## Призери попереднього сезону
| Медаль  | Країна              | Очки |
| ------- | ------------------- | ---- |
| Золото: | Норвегія            | 360  |
| Срібло: | Німеччина Швейцарія | 260  |
| Бронза: | -                   | -    |

## Переможці та призери етапів
| Етап:                    | Золото:                                                                                             | Час                                                       | Срібло:                                                                | Час                                                       | Бронза:                                                                  | Час                                                       |
| Контіолагті              | Швеція Юганна Скоттгейм Мона Брурссон Ельвіра Карін Еберг Ганна Еберг                               | 1:12:44.5 (0+0) (0+2) (0+1) (0+1) (0+1) (0+2) (0+0) (0+1) | Франція Анаїс Бескон Анаїс Шевальє-Буше Клое Шевальє Жустін Бреза-Буше | 1:12:54.1 (0+0) (0+3) (0+0) (0+1) (0+0) (0+2) (0+0) (0+3) | Німеччина Ванесса Гінц Франциска Пройс Марен Гаммершмідт Денізе Геррманн | 1:13:28.4 (0+0) (0+2) (0+1) (0+3) (0+2) (0+2) (0+0) (0+2) |
| Гохфільцен               | Норвегія Кароліне-Оффігстад Кноттен Інгрід-Ланнмарк Тандреволл Тіріль Екгофф Марте Ольсбу-Рейселанн | 1:08:04,3 (0+0) (0+0) (0+1) (1+3) (0+0) (0+1)             | Франція Анаїс Бескон Жулья Сімон Жустін Брезаз-Буше Анаїс Шевальє-Буше | 1:08:28,8 (0+3) (0+3) (0+0) (0+3) (0+2) (0+1) (0+2) (0+2) | Швеція Юганна Скоттгейм Мона Брурссон Ельвіра Карін Еберг Ганна Еберг    | 1:08:36,8 (0+0) (0+0) (0+0) (0+3) (0+2) (1+3) (0+0) (0+1) |
| Обергоф                  | Німеччина Ванесса Гінц Яніна Геттіх Денізе Геррманн Франциска Пройс                                 | 1:14:31.5 (0+0) (0+0) (0+0) (0+3) (0+1) (0+1) (0+0) (0+0) | Білорусь Ірина Кривко Дінара Алімбекова Ганна Сола Олена Кручинкіна    | 1:14:48.9 (0+1) (0+1) (0+2) (0+0) (0+2) (0+1) (0+0) (0+2) | Швеція Мона Брурссон Лінн Перссон Ельвіра Карін Еберг Ганна Еберг        | 1:15:07.2 (0+0) (0+0) (0+0) (0+1) (0+3) (0+1) (0+0) (0+0) |
| Антерсельва              | Росія Євгенія Павлова Тетяна Акімова Світлана Миронова Уляна Кайшева                                | 1:07:32.4 (0+1) (0+3) (0+0) (0+1) (0+1) (0+1) (0+0) (0+2) | Німеччина Ванесса Гінц Яніна Геттіх Денізе Геррманн Франциска Пройс    | 1:07:43. (0+1) (0+0) (0+0) (0+1) (0+1) (0+2) (0+0) (0+1)  | Франція Анаїс Бескон Анаїс Шевальє-Буше Жустін Брезаз-Буше Жулья Сімон   | 1:07:53.6 (0+0) (1+3) (0+0) (0+0) (0+2) (0+2) (0+1) (0+1) |
| Чемпіонат світу. Поклюка | Норвегія Інгрід-Ланнмарк Тандреволл Тіріль Екгофф Іда Лієн Марте Ольсбу-Рейселанн                   | 1:10:39.0 (0+0) (0+1) (0+2) (0+1) (0+1) (0+2) (0+3) (0+1) | Німеччина Ванесса Гінц Яніна Геттіх Деніз Геррманн Франциска Пройс     | 1:10:47.8 (0+0) (0+0) (0+2) (0+0) (0+3) (0+0) (0+0) (0+0) | Україна Анастасія Меркушина Юлія Джіма Дарія Блашко Олена Підгрушна      | 1:10:48.2 (0+1) (0+0) (0+1) (0+2) (0+1) (0+0) (0+0) (0+2) |
| Нове-Место               | Швеція Мона Брорссон Ганна Еберг Лінн Перссон Ельвіра Карін Еберг                                   | 1:03:26.6 (0+1) (0+0) (0+2) (0+0) (0+1) (0+0) (0+0) (0+2) | Білорусь Ірина Кривко Дінара Алімбекова Ганна Сола Олена Кручінкіна    | 1:03:27.8 (0+0) (0+1) (0+3) (0+2) (0+1) (0+1)             | Франція Анаїс Бескон Жустін Бреза-Буше Клое Шевальє Жулья Сімон          | 1:03:54.4 (0+0) (0+1) (0+1) (0+0) (1+3) (0+0) (0+3) (0+0) |

## Таблиця
| #  | Команда        | КОН | ГОХ | ОБЕ | АНТ | ЧС | НОМ | Разом |
| -- | -------------- | --- | --- | --- | --- | -- | --- | ----- |
| 1  | Швеція         | 60  | 48  | 48  | 36  | 40 | 60  | 216   |
| 2  | Німеччина      | 48  | 43  | 60  | 54  | 54 | 29  | 216   |
| 3  | Франція        | 54  | 54  | 40  | 48  | 34 | 48  | 204   |
| 4  | Норвегія       | 34  | 60  | 36  | 38  | 60 | 40  | 198   |
| 5  | Білорусь       | 29  | 31  | 54  | 40  | 43 | 54  | 191   |
| 6  | Росія          | 43  | 34  | 43  | 60  | 30 | 34  | 180   |
| 7  | Україна        | 40  | 36  | 34  | 34  | 48 | 43  | 167   |
| 8  | Італія         | 38  | 40  | 26  | 43  | 32 | 36  | 157   |
| 9  | Австрія        | 36  | 38  | 32  | 29  | 36 | 32  | 142   |
| 10 | Чехія          | 30  | 30  | 38  | 31  | 31 | 23  | 130   |
| 11 | Швейцарія      | 31  | 32  | 31  | 34  | 29 | 31  | 128   |
| 12 | США            | 32  | 29  | 29  | 28  | 28 | 38  | 128   |
| 13 | Польща         | 28  | 28  | 27  | 26  | 38 | 30  | 124   |
| 14 | Канада         | 25  | 26  | 30  | 30  | 25 | 28  | 114   |
| 15 | Фінляндія      | 27  | 27  | 28  | 24  | 27 | 22  | 109   |
| 16 | Естонія        | 24  | 25  | 25  | 25  | 24 | 24  | 99    |
| 17 | Японія         | 21  | 21  | 24  | 23  | 26 | 25  | 98    |
| 18 | Казахстан      | 22  | 19  |     | 27  | 21 | 27  | 97    |
| 19 | Словаччина     | 20  | 24  | 22  | 22  | 20 | 26  | 94    |
| 20 | Південна Корея | 23  | 20  | 23  | 21  | 18 |     | 87    |
| 21 | Болгарія       | 26  | 23  |     |     | 23 |     | 72    |
| 22 | Словенія       |     | 22  |     |     | 22 | 21  | 65    |
| 23 | Латвія         |     |     |     |     | 19 |     | 19    |
| 24 | Румунія        |     | 18  |     |     |    |     | 18    |